# Cimetière des Innocents
 Der er for få eller ingen kildehenvisninger i denne artikel, hvilket er et problem. Du kan hjælpe ved at angive troværdige kilder til de påstande, som fremføres i artiklen.

Cimetière des Innocents (på dansk: De uskyldiges kirkegård) er en nedlagt kirkegård i Paris. Den blev taget i brug i middelalderen, men blev lukket i 1780 på grund af overbelægning. Cimetière des Innocents lå centralt, omkring hvor Les Halles ligger i dag. Der er opført en fontæne (Fontaine des Innocents) på Place Joachim-du-Bellay for at mindes kirkegården — en plads de fleste turister kommer forbi på en tur til Paris.
I 1786 blev de tilbageværende lig gravet op og flyttet til katakomberne. Kirkegårdens navn stammer fra Église des Saints-Innocents, en kirke i området, der var indviet til de hellige uskyldige, dvs. ofrene for barnemordet i Betlehem.
48°51′38″N 2°20′52″Ø / 48.86056°N 2.34778°Ø